# Referèndum sobre la sobirania de Gibraltar del 1967
El Govern de Gibraltar va convocar un referèndum d'autodeterminació sobre la sobirania de Gibraltar el 10 de setembre de 1967 per consultar si els ciutadans volien passar a estar sota sobirania espanyola, mantenint els gibraltarencs la nacionalitat britànica i un estatus especial per Gibraltar dins d'Espanya; o mantenir la sobirania britànica, amb institucions d'autogovern.

## Antecedents
A petició de la resolució 2070 de l'Assemblea General de les Nacions Unides (aprovada el 16 de desembre de 1965), el 1966 els governs d'Espanya i Gran Bretanya van iniciar converses formals sobre Gibraltar. El 18 de maig de 1966, el ministre d'Afers Exteriors espanyol, Fernando María Castiella va formular una proposta formal al govern del Regne Unit, que constava de tres clàusules:
1. La cancel·lació del Tractat d'Utrecht i el posterior retorn de Gibraltar a Espanya.
2. La presència dels britànics a la base de la Royal Navy a Gibraltar, l'ús de la qual està subjecte a un acord anglo-espanyol específic.
3. Un "Estatut Personal" per als gibraltarencs, sota la garantia de les Nacions Unides, protegint l'interès cultural, social i econòmic a Gibraltar o en qualsevol altre lloc d'Espanya, inclosa la seva nacionalitat britànica. També s'hauria d'acordar "una fórmula d'administració […] adequada".

La proposta espanyola va ser feta pel govern espanyol mentre el règim franquista estava al poder, que no permetia als seus propis ciutadans les llibertats civils que el govern britànic garantia als gibraltarencs.
Les opcions presentades als gibraltars van ser:
1. Passar a estar sota la sobirania espanyola d'acord amb els termes proposats pel Govern espanyol; o
2. Conservar el seu enllaç amb la Gran Bretanya, amb institucions locals democràtiques, Gran Bretanya conservant les seves responsabilitats actuals.

## Votació i resultats
| Sí o no                   | Vots   | Percentatge |
| ------------------------- | ------ | ----------- |
| No                        | 12.138 | 99,64%      |
| Sí                        | 44     | 0,36%       |
| Vots vàlids               | 12.237 | 99,55%      |
| Vots no vàlids o en blanc | 55     | 0,45%       |
| Vots totals               | 12.237 | 100,00%     |
| Participació              | 73,40% | 73,40%      |
| Cens                      | 12.672 | 12.672      |

## Conseqüències
Una nova constitució va ser aprovada el 1969. La festa nacional de Gibraltar es va començar a celebrar anualment el 10 de setembre des de 1992 per commemorar el primer referèndum de sobirania de Gibraltar de 1967. El 1969 el règim franquista va tancar la frontera entre Espanya i Gibraltar, tallant tots els contactes i restringint severament el moviment. La frontera no va ser reoberta totalment fins al febrer de 1985, deu anys després de la mort de Franco.

## Galeria

Imatges relacionades
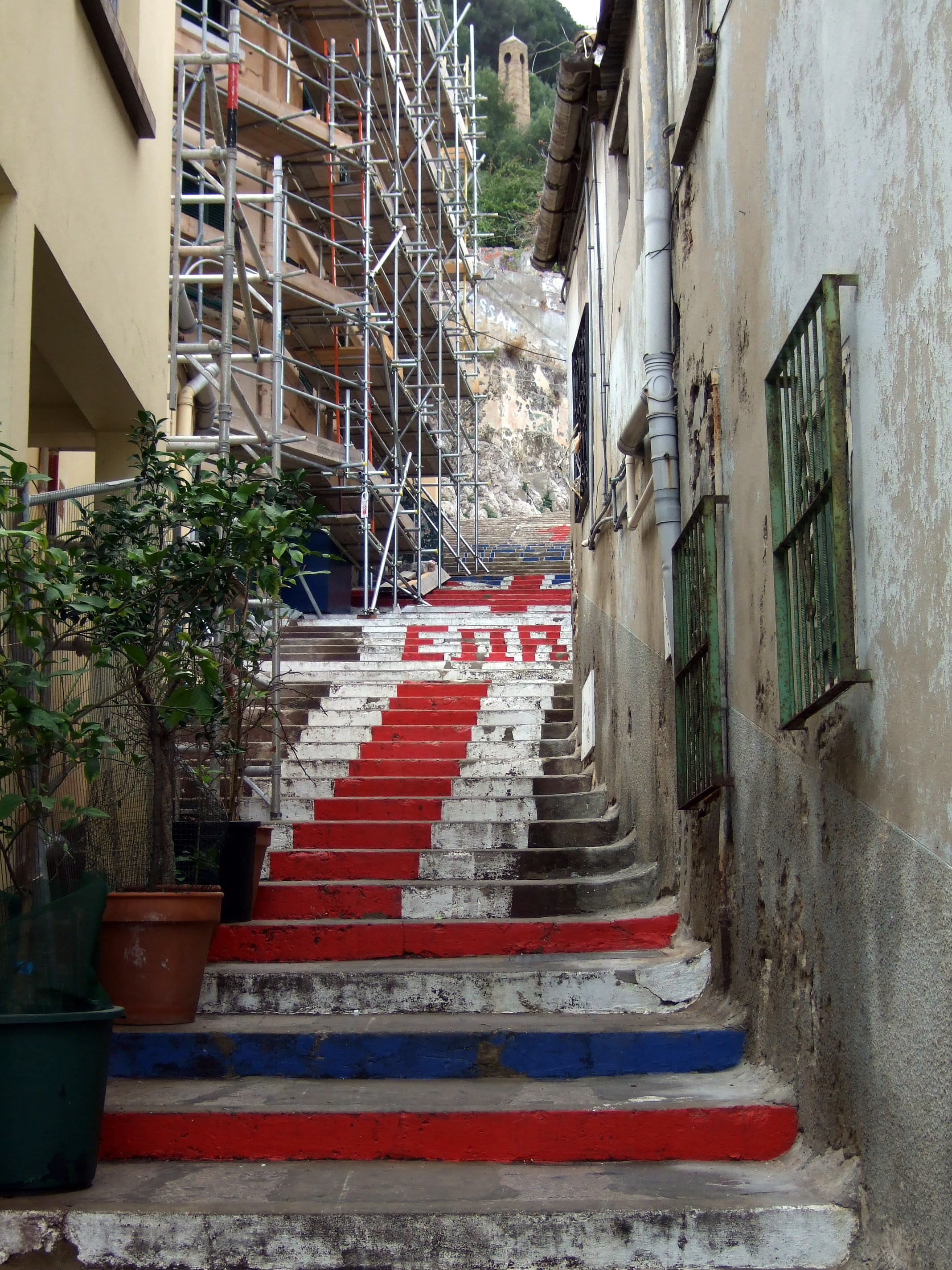
El carrer Devil's Gap a la Part Alta de Gibraltar. Els esglaons estan pintats amb la Union Flag des del referèndum
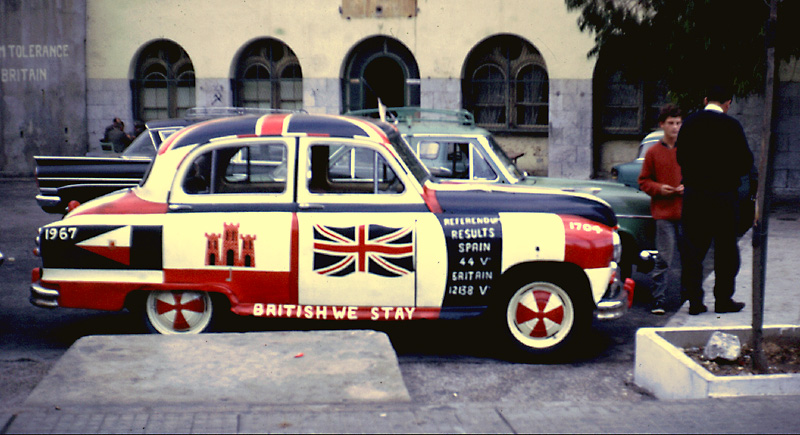
Un cotxe pintat per celebrar els resultats del referèndum
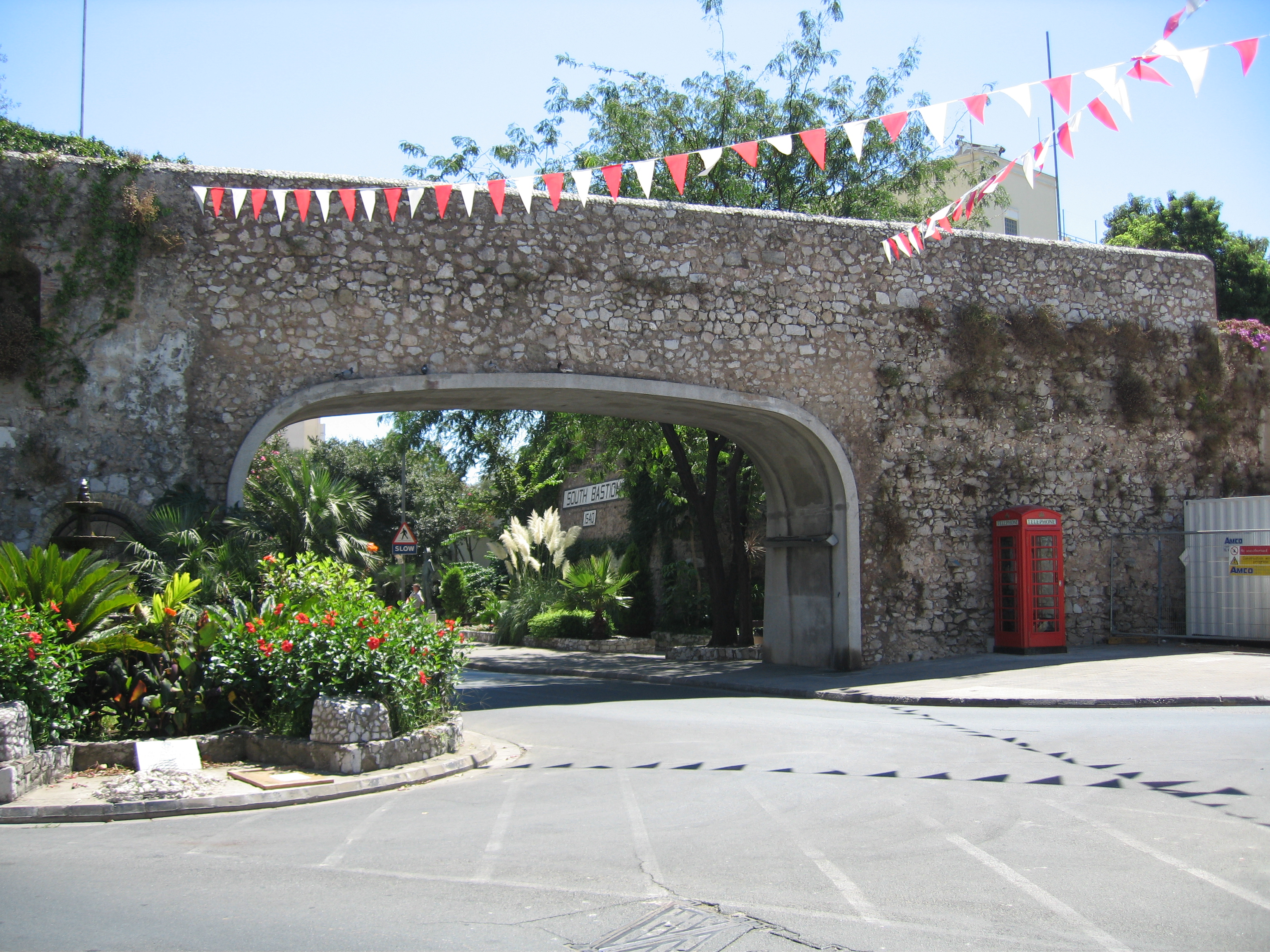
Porta del Referèndum a Southport Gates a la Muralla de Carles V, Gibraltar. Nomenat per commemorar el referèndum